# Salempur Rajputan
Salempur Rajputan es una ciudad censal situada en el distrito de Haridwar,  en el estado de Uttarakhand (India). Su población es de 10340 habitantes (2011). 

## Demografía
Según el censo de 2011 la población de Salempur Rajputan era de 10340 habitantes, de los cuales 5513 eran hombres y 4827 eran mujeres. Salempur Rajputan tiene una tasa media de alfabetización del 90,29%, superior a la media estatal del 78,82%: la alfabetización masculina es del 95,88%, y la alfabetización femenina del 83,93%.